# Casa Veratti
La Casa Veratti, nota anche come ex monastero di Sant'Antonino  è un complesso di edifici sito a Varese, tra gli odierni corso Matteotti, piazza Carducci, via Broggi e via Veratti, derivante dal soppresso monastero cinquecentesco di Sant’Antonino, di cui restano il chiostro e il refettorio, utilizzato come spazio espositivo comunale con la denominazione di Sala Veratti.

## Storia
Il convento delle monache benedettine di Sant'Antonino sorse a partire dal 1568, a seguito della soppressione del convento di S. Antonino a Luvinate, da parte del cardinale Carlo Borromeo.
Nel 1789, a seguito della riforma degli ordini religiosi voluta dall'imperatore austriaco Giuseppe II, il monastero fu soppresso, e l'intero complesso fu alienato tramite asta pubblica. Acquistato da Pietro Veratti, nei primi anni del 1800 avvennero l'abbattimento dei locali di servizio della chiesa, della sagrestia, del campanile, e la trasformazione della chiesa in casa con annesse botteghe. 
Ad oggi ne sopravvive il grande chiostro a colonne binate, di proprietà della famiglia Veratti, oggetto di intervento di recupero dopo il decreto di tutela del Ministero per i beni culturali emanato nel 1987.
È monumento nazionale ai sensi della legge 1089/39.

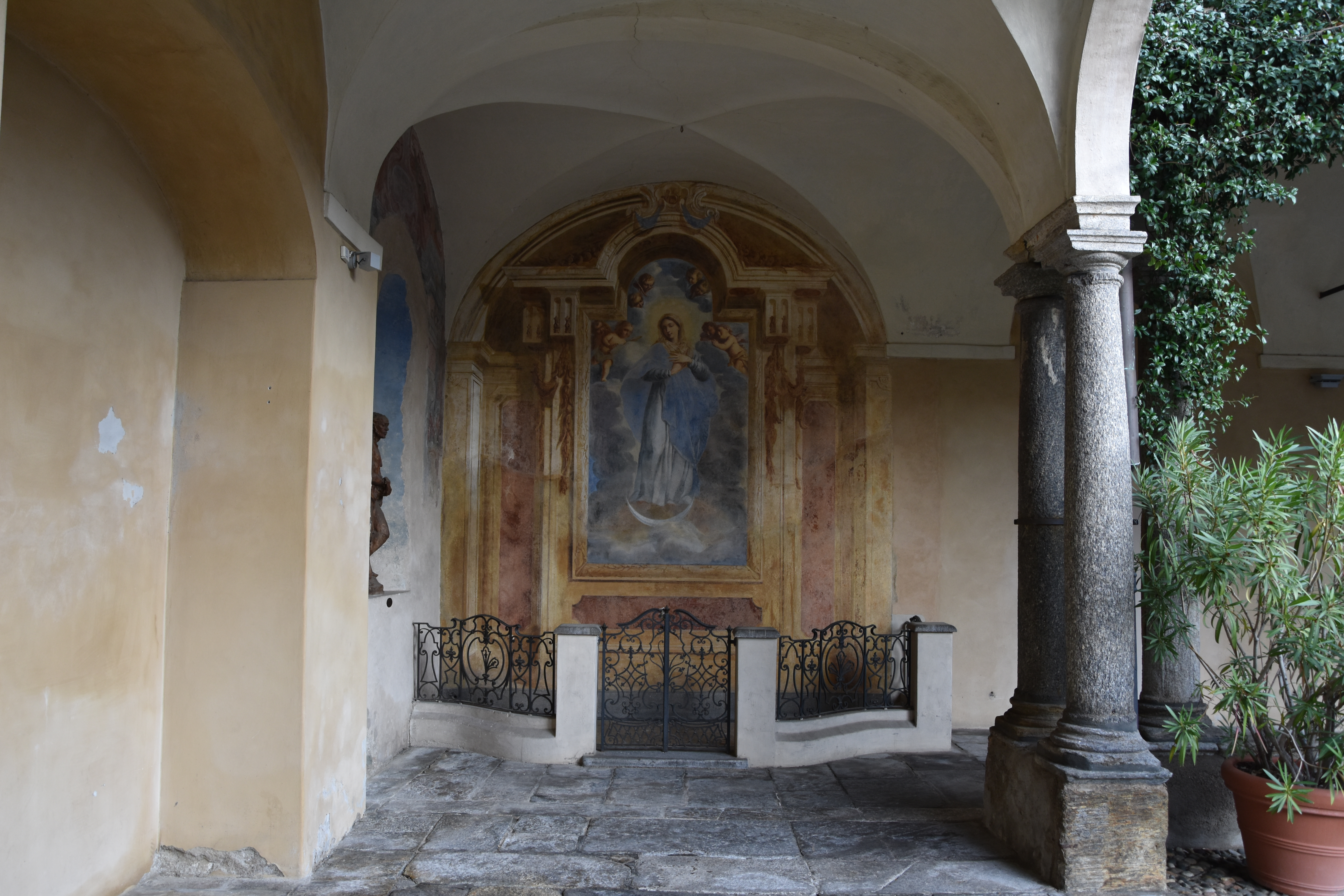
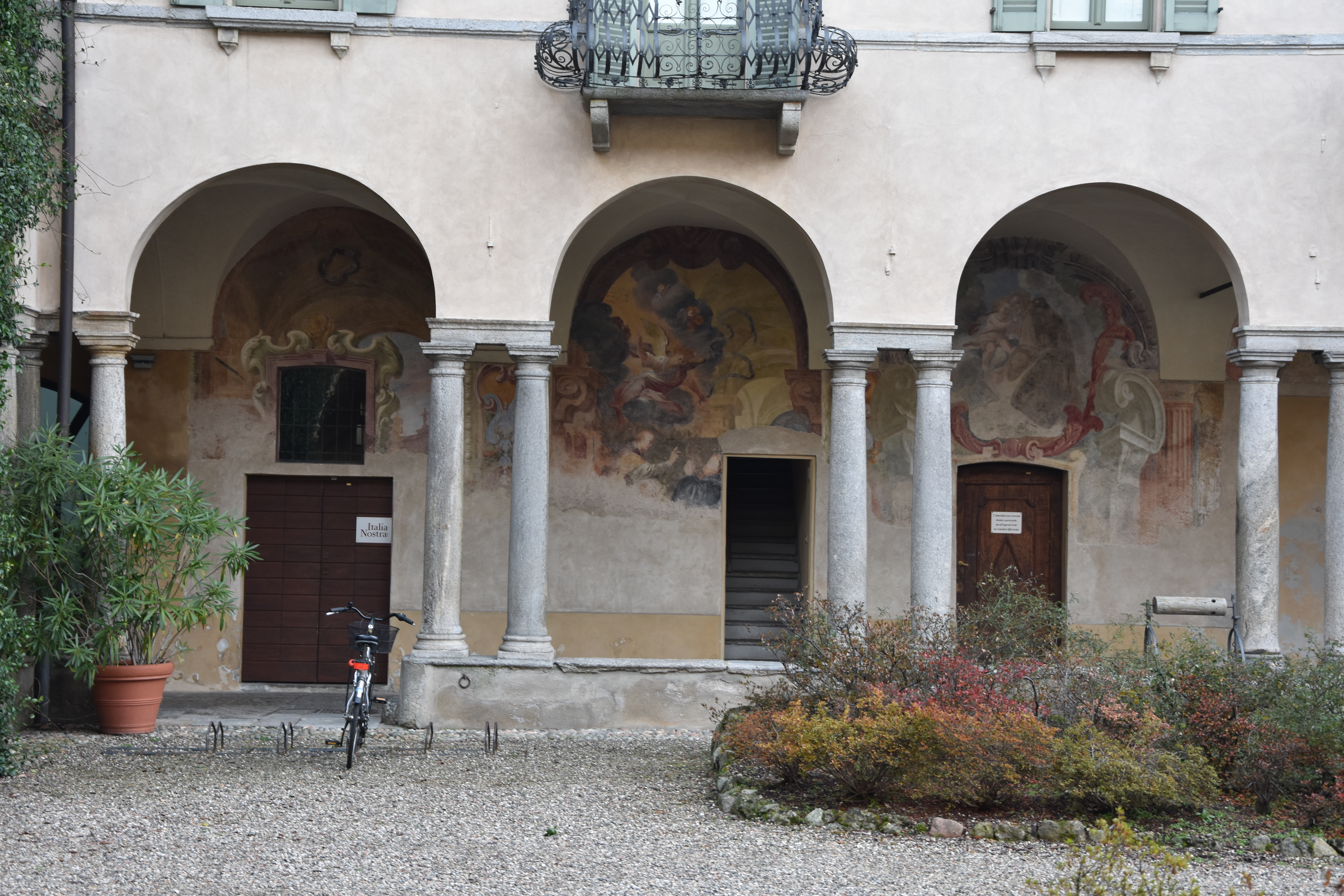
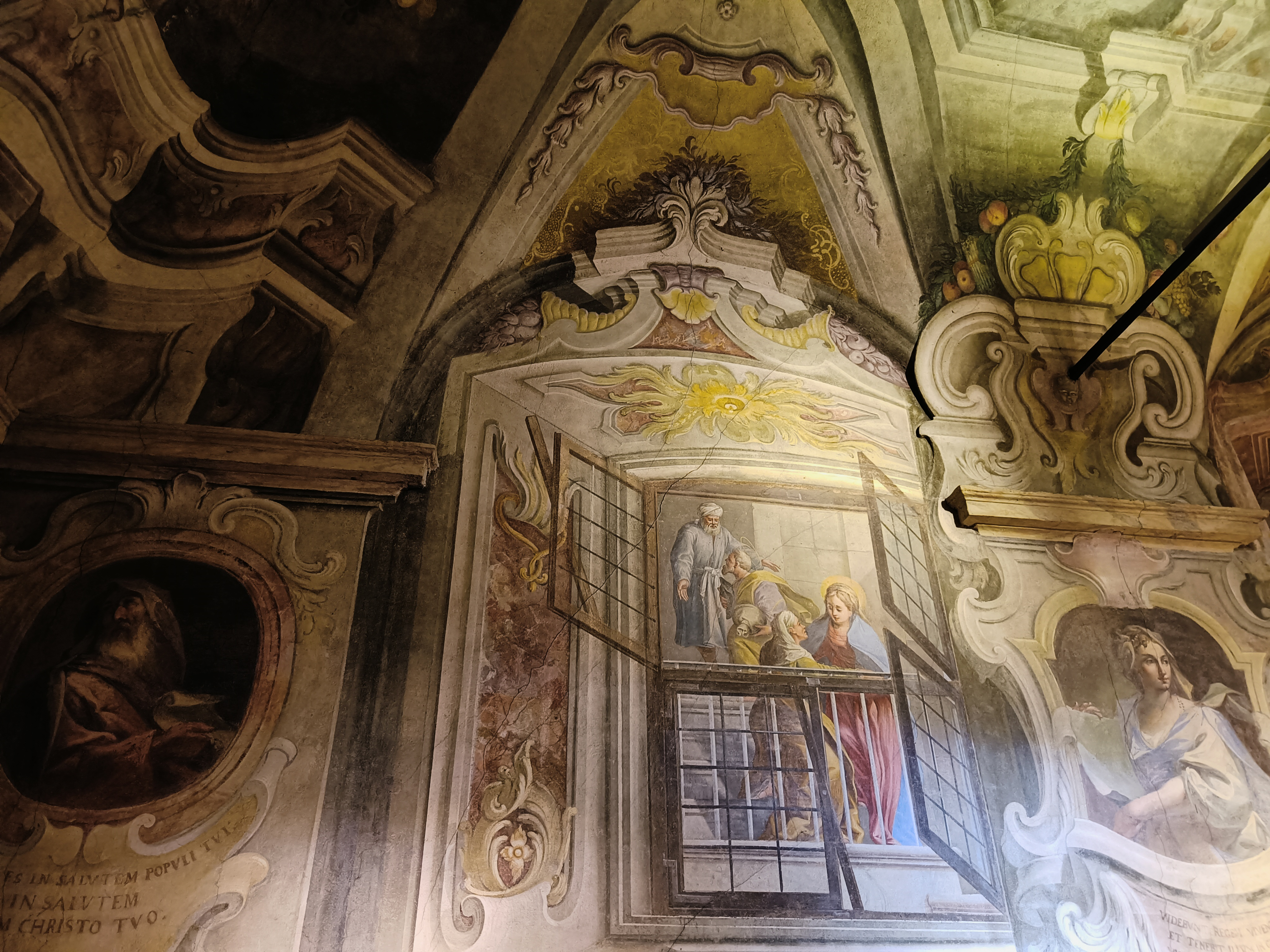
Affreschi del refettorio

## La Sala Veratti
L'ex refettorio oggi è adibito a spazio per mostre d'arte ed esposizioni dei Musei Civici di Varese.
Attualmente si entra da quella che era la parete di fondo, inizialmente priva di aperture, mentre l'antica porta che si affacciava sul chiostro è stata murata. Sulla parete dell'odierno ingresso sono affrescati Re Davide, l'Annunciazione, i Simboli della Passione, Dio Padre e lo Spirito Santo, attribuiti al pittore settecentesco Donato Mazzolino. Sulla parete di fondo, la Nascita di Cristo, l'Annuncio ai pastori e l'Adorazione del Bambino, oltre agli Angeli sulla volta sono di autore ignoto
.  
Tra il 1736 e il 1740, la badessa del monastero commissionò al pittore locale Pietro Antonio Magatti e ai quadraturisti Giuseppe e Giulio Baroffio la realizzazione di figure a mezzo busto raffiguranti Sibille (Libica, Cumana, Eritrea e Persica) e Profeti vestiti all'antica all'interno di cornici architettoniche, di raffinata qualità pittorica.